# تصوير طيفي
التصوير الطيفي (بالإنجليزي :Spectral imaging),
هو فرع من التحليل الطيفي يعطي بعض أو كل المعلومات عن الطيف التي يتم جمعها من على محاور الصورة (مثل إزاحة دوبلر أو تقسيم زيمان للخط الطيفي ).
وله تطبيقات في علم الفلك , الفيزياء الشمسية , وتحليل البلازما في الاندماج النووي , نظام الكواكب وأيضا أنظمة استشعار الأرض عن بعد ,
ويشارإليه دائما بالتصوير الطيفي الفائق .